# Eichmühle (Genderkingen)
Eichmühle ist ein Gemeindeteil der Gemeinde Genderkingen im Landkreis Donau-Ries (Regierungsbezirk Schwaben, Bayern).

## Geographie
Der Einödhof liegt 500 Meter südlich der Donau und rund eineinhalb Kilometer nördlich der Ortsmitte von Genderkingen, zu dem eine Gemeindeverbindungsstraße führt.

## Geschichte
Das Mühlengut lässt sich seit dem Jahr 1341 nachweisen, der Mühlbach erhielt in diesem Zusammenhang seinen Namen. Wahrscheinlich handelt es sich um die Mühle der Genderkingener Grundherrn. Die Bezeichnung dürfte von dem vor allem aus Eichen bestehenden Mischwald herrühren, der damals bestand. 1517 verkauften die Erbmarschallen von Oberndorf das Anwesen an das Kloster Kaisheim, das bis 1803 Grundherr war. Seit dem Erwerb durch Jakob Lohmiller ist die Eichmühle in Familienbesitz (seit 1954 in weiblicher Linie). Die Eigentümer erwarben in jüngerer Zeit auch das auf der gegenüber liegenden Straßenseite, jedoch im Gemeindegebiet von Niederschönenfeld, Ortsteil Wörthen, liegende Anwesen Mühlflecken. Die Eichmühle bietet Ferienwohnungen an.